# 義母と娘のブルース
『義母と娘のブルース』（ぎぼとむすめのブルース）は、桜沢鈴による日本の漫画作品。『主任がゆく!スペシャル』（ぶんか社）にて連載された。血の繋がらない母娘の辿る20年間の軌跡を描く。
2018年7月期にTBSテレビ系で連続ドラマが、2020年1月2日に「2020年謹賀新年スペシャル」が放送され、2022年1月2日には「2022年謹賀新年スペシャル」が放送された。2024年1月2日、「義母と娘のブルースFINAL 2024年謹賀新年スペシャル」が放送された。

## あらすじ
岩木亜希子は32歳の若さで部長になった、仕事一筋のバリバリのキャリアウーマン。そんな彼女は先妻を亡くした宮本良一と結婚し、小学生の娘みゆきの母親になることになった。しかし仕事一筋の彼女は世間の母や主婦とはズレており、慣れない家庭生活で失敗を繰り返す。みゆきは亜希子のそんな姿を恥ずかしく思い、しばしば反発する。お互いの姿に戸惑いつつも、距離を縮めようとする義母と娘だったが、良一は病により余命僅かとなっていた。
良一との別れから数年後、みゆきは高校生に成長し、亜希子も一人前の主婦となっていた。みゆきは同級生から告白を受け、付き合うかどうかで悩んでいたが、とある理由で疎遠となった小学校時代の友人・ヒロキの姿を見かけたことから異性や恋愛について深く考えるようになる。一方、新たにパン屋でアルバイトを始めた亜希子は、不真面目な店長・麦田章と共に店の経営を立て直すべく奔走する。
母娘の出会いから約20年、ヒロキと結婚したみゆきは家を出て、姑のいびりに耐えながらも家事と子育てに追われる日々を送っていた。亜希子はコンサルタント会社を立ち上げ、再びキャリアウーマンとしての道を歩み始める。そんなある日、久々に実家へ戻ったみゆきは老後の準備を進める亜希子の姿を見て、自分を育ててくれた彼女に対してできることは何か悩むようになる。
やがて、亜希子の波乱の生涯にも最期の時が訪れる。亜希子は自分が何故良一の提案に応じ、血の繋がらない娘を引き取ったのか、その本当の理由を語る。

## 登場人物
岩木亜希子（いわき あきこ） → 宮本亜希子（みやもと あきこ）
仕事一筋のバリバリのキャリアウーマン。32歳の若さで部長。良一とみゆきからは聖徳太子や千手観音に例えられるほど有能である。また部下を育てる力に長け、取引先の接待術にも優れたまさにスーパー部長。
宮本良一と結婚し、みゆきの義母（継母）となる。結婚後は退職して専業主婦。結婚当初は家事が不得手であったが、みゆきが高校生になるころには上達している。
みゆきの高校進学を機に近所のパン屋「ベーカリー麦田」にパート勤務をし、業績を改善。この経験を活かして経営コンサルタント会社を立ち上げた。
仕事一筋過ぎて世間の常識に疎い面があり、おしゃれができなかったり、みゆきの一般常識に関する質問をビジネス用語の質問と勘違いしてそれを教えてしまったりしている。恋愛にも疎かったが、良一に対しては結婚後に愛情が芽生え、良一だけを生涯愛し続ける。
宮本良一（みやもと りょういち）
みゆきの父。亜希子の夫でみゆきの実母（前妻）とは死別している。余命僅かで身寄りもいないため、自分の死後にみゆきを託せる相手を求め、亜希子と再婚する。その結果亜希子は退職したため、「（ライバル会社のスーパー部長と結婚して会社を辞めさせ、結果的に自社の仕事を増やした）救世主」と呼ばれるようになった。
入社八年目にして花見の場所取りをする、自社の入札金額をライバル会社にいた亜希子に言ってしまうなど、決して有能とは言い難いが、人柄が良く、上司に可愛がられていた。
再婚から約1年後、病気が悪化して亡くなる。
宮本みゆき（みやもと みゆき)
良一の娘。当初は義母になる亜希子に対して反発していたが、徐々にズレてはいるものの一生懸命な亜希子を受け入れていく。良一の葬儀の日に初めて亜希子を「おかあさん」と呼んだ。亜希子の教育の結果、姿勢や箸などの立ち居振る舞いは完璧だが、勉強は「7×8＝54」と九九を間違えるなど、亜希子やヒロキがあきれるほどできない。また亜希子が一般常識をビジネス用語で教えてしまったため学業には役立っていない（CD→「譲渡可能定期預金証書（Certificate of Deposit）」など）。ただしビジネス用語には非常に詳しく、告白の返事を「鋭意検討して善処します」と言ってしまうほど。
大学卒業後ヒロキと結婚し、三児の母となる。
ヒロキ
みゆきの小学校のクラスメート。実母の死後ふさぎこんだみゆきを心配してちょっかいをかけていたがのちに友人関係となる。しかし些細なことがきっかけで絶交してしまい、高校生になるまで会話もなかった。高校生になってからみゆきとの交友が再開し、麦田章（下記参照）の恋路をみゆきと応援する。大学卒業後みゆきと結婚し、三児の父となる。
母は小学校時代はボスママで、結婚して間もなかった亜希子と保護者会で2時間にわたるバトルを繰り広げた因縁がある。
麦田章（むぎた あきら）
宮本家の近所のパン屋「ベーカリー麦田」の店主。腰を痛めて隠居した父から店を受け継ぐ。元ヤンキーで、それもあって店の売り上げは悪かった。年齢は亜希子より一回り以上年下。
亜希子がスーツでパートに面接に来た時には国税局か保健所の抜き打ち検査だと勘違いし、履歴書の立派さに持て余しかけ、大企業の元エリートだと金銭感覚は普通ではないと思って一度採用を見送るが、パンの耳を欲しがったのを見て採用。その後店の立て直しをする中で亜希子に惹かれ、退職の際に告白するが玉砕する。
下山さん（しもやまさん）
宮本家の近所の噂好きなおばさん。情報通で、企業の会長のゴシップを話したのがきっかけで亜希子と親しくなる。その噂好きはみゆきが結婚後里帰りしたときも変わらなかった。
希美(のぞみ)、一樹(かずき)、愛真(えま)
みゆきとヒロキの間に生まれた長女と長男と次女。

## 書誌情報
ぶんか社〈ぶんか社コミックス〉
- 『義母と娘のブルース』：2011年2月14日発売、ISBN 978-4-8211-7118-7
- 『義母と娘のブルースFinal』：2012年6月14日発売、ISBN 978-4-8211-7307-5
- 『義母と娘のブルース 新装版』：2018年7月18日発売、全2巻
  - 上巻：ISBN 978-4-8211-3643-8
  - 下巻：ISBN 978-4-8211-3644-5

## テレビドラマ
2018年7月10日から9月18日までTBSテレビ系「火曜ドラマ」で放送された。主演は綾瀬はるか。公式な略称は『ぎぼむす』。
連続ドラマでは、亜希子とみゆきが出会ってから、それぞれ成長し自立するまでの10年間を描く。
2020年1月2日に放送の「2020年謹賀新年スペシャル」では、連続ドラマの1年後が描かれる。さらに、動画配信サービスParaviではスペシャル放送後から3夜連続でオリジナルストーリー『義母と娘の間のフェルマータ』が配信された。
2022年1月2日には「2022年謹賀新年スペシャル」が放送、2024年1月2日、完結編となる「義母と娘のブルースFINAL 2024年謹賀新年スペシャル」が放送された。

### キャスト

#### 主要人物
岩木亜希子 → 宮本亜希子〈33〉
演 - 綾瀬はるか（幼少期：藤本ばんび）
能面のような表情で、事務的で格式ばった口調で話す。結婚後、良一への愛情が深まるにつれて感情が表れるようになり、葬儀で泣いて以降は豊かな表情を見せるようになる。
トップシェアの金属会社「光友金属」で働くキャリアウーマンだったが、第2話で退職し専業主婦となる。しかし、運動会のプログラム進行を一人で担ったり、休職した良一の代役として「桜金属工業」に出勤し競合プレゼンを成功させるなど、多くの場面でキャリアウーマン時代の経験を活かすことになる。
相手にエールを送ったり、感謝の意を表する際は、ところかまわず腹を出して腹踊りをする。
良一の死後は、貯金とデイトレードで生計を立てていたが、大学進路を選ぶみゆきに働く姿を見せるために「ベーカリー麦田」でパート勤務を始める。マネージメントも行い、第8話ではリニューアルオープンを提案する。
最終話で、大阪の経営コンサルティングファームの話を笠原から紹介されるが、一旦は断る。しかし、みゆきの後押しもあって大阪行きを決める。
宮本良一〈享年46〉
演 - 竹野内豊
みゆきの父。老舗の金属会社「桜金属工業」勤務。周囲から「陽だまりのような人」と言われる朗らかな性格。
スキルス性胃癌を患い、娘・みゆきを託すために亜希子と結婚する。
みゆきの自転車の練習に付き添っていた時に倒れ、救急搬送され入院する。亜希子以外には闘病を隠して足の骨折で入院していることにした。
退院した翌日に息を引き取った。
宮本みゆき〈8〉
演 - 上白石萌歌（第1回 - 第6回小学生時代：横溝菜帆）、ナレーターと二役
良一の一人娘。亜希子と初対面時点で8歳の小学校3年生。
亜希子を「亜希子さん」と呼んでいたが、良一の葬儀で亜希子が本心から良一を愛していた事を知り「おかあさん」と呼ぶようになる。その後は一緒に暮らす中で徐々に思考や行動が亜希子とそっくりになる。
成長後は父親に似たのか、亜希子に心配される程に楽天的な言動が多くなっている。また漫画が好きでよく絵を描いている他、男性同士が密着する様子にときめきを感じるなど、若干腐女子の気もある。しかし、内心では優秀すぎる上に自分の事を後回しにして育ててくれた義母に対する引け目を感じており、成績や進路について深く悩んでいた。その悩みは、麦田のリニューアルオープンを手伝う中で経営への興味に変わり、大学にも合格する。
亜希子へのスカウトを知って自立を急ぐあまり進学を取り辞めようとするが、亜希子に諭されて大学で学ぶ道を選ぶ。亜希子が安心して大阪に行くことができるように、麦田の店でのアルバイトと一人暮らしを始める。
麦田章〈32〉
演 - 佐藤健（幼少期：高橋謙）
言葉の言い間違いが非常に多く、頻繁に人名や漢字を間違える。実家のパン屋を引き継ぐ事に抵抗を感じ、職を転々としている。
第1話ではバイク便、第2話では花屋、第3話ではタクシー運転手、第4話ではリサイクル屋、第5話と第6話前半は葬儀屋として登場する。良一を荼毘に付す亜希子らを見て考えを改め、実家に戻った。
親孝行のために「ベーカリー麦田」の店長となったものの、求人に応募してきた亜希子を雇うまで、店の評判は悪く、賃貸料の支払いも滞る。
自分と正反対の性格の亜希子を当初は疎んじていたが、徐々に信頼を寄せるようになり、自らも真剣にパンの改良に取り組む。
リニューアルオープンに向けて準備を進める中で、亜希子へ好意を抱き、第9話で告白するが断られる。最終話で亜希子へのスカウトを知ると、パン屋を辞めて大阪に行くように背中を押した。
黒田大樹
演 - 井之脇海（幼少期：大智）（連続ドラマ、2020年SP、2022年SP、2024年SP）
みゆきの小学校のクラスメイト。みゆきを「ブス」呼ばわりしていたが、実はみゆきに好意を持っており、元気づけるために敢えて意地悪な態度で接していた。それを知ったみゆきには挨拶代わりに「デブ」と返されるようになる。
杏奈を気遣ったみゆきに「二度と話しかけないで」と言われてから彼女に近づけなくなる。良一の通夜でみゆきと近付く機会はあったものの、そのまま父の転勤により転校する。
9年後の再会時、病気による休学のためみゆきよりも一学年下となっている。また、その病のためか体格も小学生時代より大幅に細くなっており、みゆきに驚かれた。薬品開発の仕事に就くために大学薬学部を目指している。
みゆきに自分の想いを伝えるが「受験勉強を頑張りたい」とフラれる。しかし自分が嫌われているわけでないと知った彼は、勉強が不得意なみゆきのために「家庭教師役をしてやる」と提案し、自然と一緒に過ごす時間が増えていった。
また、データ分析の特技を活かして麦田の商品開発を手伝うなど、パン屋のリニューアルオープンにも協力する。

#### 主要人物の家族
宮本愛（みやもと あい）
演 - 奥山佳恵（2022年SP、2024年SP）
みゆきの実母で良一の亡き前妻。
物語開始時の3年前に他界した。
麦田誠（むぎた まこと）
演 - 宇梶剛士（第6話・第8話・最終話、2020年SP、2022年SP、2024年SP）
麦田章の父。
「ベーカリー麦田」を経営していたが、長年苦労した腰痛で店から離れ、南甲府駅近くの家に住んでいる。
亜希子にパン改良の協力を求められるが、結局は章と喧嘩別れになり、亜希子に息子への助言と「ベーカリー麦田」の再建を託す。
最終話で、見つかったレシピノートを章に送る。

#### 光友金属
田口朝正（たぐち ともまさ）
演 - 浅利陽介 （第1話 - 第6話・第9話 - 最終話、2020年SP、2024年SP）
亜希子の元部下。彼女に想いを寄せているが、それを告げる前に彼女は良一と結婚してしまった。良一の葬儀の時に2人の愛情が本物と知る。最終話で別の女性と結婚式を挙げた。
亜希子が退職した後の第3話では、みゆきの運動会で警察官になりすまし、警備を担当した。一方で第5話の競合プレゼンでは「桜金属工業」側で亜希子が提案したプランが優れていたことに落胆する。
亜希子の腹踊りの顔は主に田口が描いている（亜希子に頼まれて）。
第9話ではバーで麦田と意気投合し、「ベーカリー麦田」を訪れて亜希子とも再会し、初対面だと思っていた麦田と以前から何度も会っていたことが判明する。
前原大輔（まえはら だいすけ）
演 - 村本大輔（ウーマンラッシュアワー）（第1話 - 第6話）
亜希子の元部下。

#### 桜金属工業
猪本寧々（いのもと ねね）
演 - 真凛 （第1話 - 第6話・第8話、2024年SP）
良一の部下。既婚者。
第8話で、「ベーカリー麦田」のリニューアルに協力するため、子ども（演 - 森優理斗）を連れて亜希子の家を訪れる。
笠原廣之進（かさはら ひろのしん）
演 - 浅野和之 （第1話 - 第6話・最終話、2020年SP、2022年SP、2024年SP）
良一の上司。第6話の良一の葬儀の際、出棺間際の棺に語りかけ、亜希子が号泣するきっかけになった。
良一の入院時にピンチヒッターで出社した亜希子の優秀さを見込んで、彼の死後にスカウトしたが、母としての務めを優先したい亜希子に断られた。
最終話で、大阪の経営コンサルティングファームの話を亜希子に紹介する。

#### みゆきのクラスメイト
矢野杏奈（やの あんな）
演 - 志村美空 （第1話 - 第6話）
みゆきの小学校のクラスメイト。大樹のことが好きなので、みゆきが仲良くしていることを快く思っていない。
最終話で、高校卒業後は北海道へ行くことが明らかになった。
小杉珠理亜（こすぎ じゅりあ）
演 - あうろら（第1話 - 第6話）
みゆきの小学校のクラスメイト。
本谷舞音（もとや まのん）
演 - 中田華月（第1話 - 第6話）
みゆきの小学校のクラスメイト。
今井エレナ（いまい エレナ）
演 - 小澤美優（第1話 - 第6話）
みゆきの小学校のクラスメイト。
ユナ
演 - 水谷果穂（第6話 - 第9話）
みゆきの高校のクラスメイト。みゆきのことを「みゆ」、亜希子のことを「ギボ」と呼ぶ。

#### みゆきの小学校の関係者
矢野晴美（やの はるみ）
演 - 奥貫薫（第3話 - 第6話・第8話 - 最終話、2020年SP、2024年SP）
矢野杏奈の母。3人の子持ちで、10年以上PTA会長をしている。
第6話後半の時点で、スーパーマーケットで働いている。
第3話の運動会の一件から亜希子と親しくなり、それ以後亜希子に何かとアドバイスしたり、「ベーカリー麦田」のリニューアルにも協力する。
早乙女奈央子（さおとめ なおこ）
演 - 原田佳奈（第2話 - 第3話・第9話 - 最終話、2022年SP、2024年SP）
みゆきのクラスメイトの保護者。スーパーマーケットのレジ担当。亜希子提案のPTA廃止に署名をする。
第9話からは「ベーカリー麦田」の店員をしている。
小杉朋子（こすぎ ともこ）
演 - 春日井静奈（第3話 - 第4話・第6話・第9話）
小杉珠理亜の母。PTA行事委員長。
本谷律子（もとや りつこ）
演 - 山口香緒里（第3話 - 第4話・第6話・第9話）
本谷舞音の母。PTA会計担当。
今井園子（いまい そのこ）
演 - 西尾まり（第3話 - 第4話・第6話・第9話）
今井エレナの母。PTA書記担当。
高原綾子（たかはら あやこ）
演 - 上野なつひ（第3話）
みゆきのクラスメイトの保護者。デパートの店員。亜希子提案のPTA廃止に署名をする。
小川芳江（おがわ よしえ）
演 - 枝元萌（第3話）
みゆきのクラスメイトの保護者。介護職。亜希子提案のPTA廃止に署名をする。
西条乙女（さいじょう おとめ）
演 - 橋本真実（第1話 - 第2話）
みゆきの通う学童保育の職員。
山口（やまぐち）
演 - 森岡龍（第3話 - 第4話・第6話）
みゆきの小学校時代の先生。
副校長
演 - 阪田マサノブ（第3話）
みゆきの小学校時代の副校長。

#### その他
友井智善（ともい ともよし）
演 - 川村陽介（連続ドラマのみ）
麦田の友人。映像関係の会社のAD。麦田からは「トモヨ」と呼ばれる。
第7話中盤で、亜希子が作成した「ベーカリー麦田」計画提案書の有意性を麦田に解説した。
第9話ではADとして、話題のパン屋「ベーカリー麦田」と題したテレビ取材を行う。
2022年SPでは名前のみ登場。
下山和子（しもやま かずこ）
演 - 麻生祐未（連続ドラマ、2020年SP、2022年SP、2024年SP）
「下山不動産」を経営している。「ベーカリー麦田」の家賃滞納に頭を悩ませている。通称「（下山の）おばちゃん」。
第3話の運動会で、以前晴美にマンションを貸していたことを思い出し、晴美の情報を亜希子に伝える。
良一の葬儀にて、喪主としての事務的な務めしかしない亜希子に痺れを切らし説教した。

#### ゲスト
第1話
取引先の社長
演 - 堀内孝雄
商店街で娘と話す母
演 - 松居直美
娘にブリオッシュをねだられ、しぶしぶ承知する。
（役名不明）
演 - 根岸姫奈
第2話
マンションの管理人
演 - 三遊亭小遊三
第4話
小松将之
演 - 林泰文（第5話）
良一の主治医。
第5話
熊谷秀人
演 - 今井朋彦
良一と同じ病院で入院していた患者。「〜だもの」が口癖。
第6話
浩司
演 - 石井テルユキ
みゆきの実母・愛の弟。良一の通夜に参列する。
陽子
演 - 長野里美
良一の実姉。良一の通夜に参列する。
ベーカリー麦田の取引先
演 - 桂雀々
麦田章の言い間違いによる失言に激怒する。
第9話
謎の女
演 - 中村アン
リポーター
演 - 川田裕美（2022年SP）
話題のパン屋「ベーカリー麦田」を取材する、番組リポーター。
米田
演 - 谷口翔太（最終話、2020年SP、2022年SP、2024年SP）
「ベーカリー麦田」の新人パン職人。
粟根
演 - 藤本修（最終話）
「ベーカリー麦田」の新人パン職人。
シホ
演 - 古川琴音
ユナの友人。

#### 2020年謹賀新年スペシャル
山本勘九郎（やまもと かんくろう）
演 - 武田鉄矢（2022年SP）
トレーニングジム「ゴールデンアスレティック」社長。ダインキャピタル・ジャパンに会社を解体されたが、後に新会社・真ゴルディックを興す。
ボス（エリオット桜沢）
演 - 橋本さとし
コンサル会社「アクセルビジネスパートナーズ」社長。
桜向日葵（さくら ひまわり）
演 - 吉川愛（2022年SP、2024年SP）
みゆきの大学のサークルの先輩。みゆきの結婚式では、司会者を務める。
川田優也（かわた ゆうや）
演 - 高岡蒼佑
突如現れた赤ちゃんの父親。
専務→川田日向（かわた ひゅうが）
演 - 海野義騎
7か月のその赤ちゃんを亜希子たちは「専務」と呼んでいたが、父親が現れて名前は日向と判明する。
岩城良治（いわき りょうじ）
演 - 竹野内豊（2022年SP）
「ダインキャピタルジャパン」代表。亡くなった良一に瓜二つの容姿の人物。
ゴールデンアスレティックの秘書
演 - 上西小百合
ゴールデンアスレティックのCMイメージキャラクター
演 - なかやまきんに君
大阪のサラリーマン
演 - ぼんちおさむ、トミーズ雅

#### 2022年謹賀新年スペシャル
中瀬泉美
演 - 山本未來
亜希子の前に現れる女性弁護士。
池田徹史
演 - 馬場徹
ダインキャピタル・ジャパンで岩城良治の右腕である、相棒。
城田秀樹
演 - 福澤朗
ユニバーサルミルズで岩城と絡むビジネスマン。ダインキャピタル・ジャパンの白百合製パン持ち株の買取交渉相手。
谷崎慎也
演 - 小林隆
良治に翻弄される白百合製パン工場長。
加藤浩次
演 - 加藤浩次

進藤晶子
演 - 進藤晶子

森永卓郎
演 - 森永卓郎

#### FINAL 2024年謹賀新年スペシャル
田串浩正
演 - 田口浩正
俳優。55歳で死去。
黒田博美
演 - 松下由樹
大樹の母。風水など、生活全般で縁起を担いでいる。
黒田由紀夫
演 - 遠山俊也
大樹の父。バイオ系の会社の研究職で入婿。
面接官
演 - 林泰文、髙橋洋、小林博
みゆきが就職面接を受けた「ハルミックエンターテインメント」の面接官。
シゲ
演 - 木野花
末期がんを患う老女。亜希子がシルバーカーの車輪を直したことで知り合いになる。娘を先に亡くしている。
ニュースキャスター
演 - ホラン千秋
田串浩正死去のニュースを伝えるニュースキャスター。
スタッフ
演 - 島邑みか
亜希子が内覧に訪れた「ホスピス美崎」のスタッフ。
稗原
演 - 影山徹
ベーカリー麦田の従業員。
野村雪子
演 - 松岡里英

小杉珠理亜
演 - 大森つばさ
みゆきと大樹の結婚式の出席者。
黒田希美
演 - 永谷咲笑(3～4歳時)、田中乃愛
みゆきと大樹夫婦の長女。
黒田一樹
演 - 蒼友(幼少期)、大森皇（小学生）
みゆきと大樹夫婦の長男。

### スタッフ
- 原作 - 桜沢鈴『義母と娘のブルース』（ぶんか社刊）
- 脚本 - 森下佳子
- 音楽 - 髙見優、信澤宣明
- 主題歌 - MISIA「アイノカタチ feat. HIDE (GReeeeN)」（アリオラジャパン）[33][34]
- 劇中アニメ制作 - 福地亮介、シオガマノブユキ
- みゆきイラスト監修 - 桜沢鈴[9]
- 参考文献 - 『小ネタの恩返し』、『言いまつがい』（株式会社ほぼ日）
- 古語指導 - 山田順子
- ベーカリー指導 - 西山逸成（ル・プチメック）
- 医療指導 - 岩崎善毅（イムス東京葛飾総合病院）
- お天気指導 - 森朗
- 調理指導 - 赤堀博美
- フィギュア制作 - 3Dayプリンター
- マンガ制作 - 青木伸一（アミューズメントメディア総合学院）、富澤勝（AMG出版）
- アクションコーディネーター - 佐々木修平
- 腹踊り指導 - 水木あお
- キャラ弁指導 - 日本キャラベニスト協会
- プロデュース - 飯田和孝、中井芳彦、大形美佑葵
- 演出 - 平川雄一朗、中前勇児
- 製作著作 - TBS

### 放送日程

#### 連続ドラマ
| 各話                                                                         | 放送日        | サブタイトル                                               | 演出                | 視聴率 |
| ---------------------------------------------------------------------------- | ------------- | ---------------------------------------------------------- | ------------------- | ------ |
| 第1話                                                                        | 2018年7月10日 | 33才独身部長女子が突然の義母宣言!? 私は貴女に就職します!!  | 平川雄一朗          | 11.5%  |
| 第2話                                                                        | 7月17日       | 最愛の娘の家出!? そして私は制服を脱ぐ                      | 平川雄一朗          | 11.3%  |
| 第3話                                                                        | 7月24日       | 夫が私に解雇通告!? これが私の生きる道…PTAを全面廃止へ      | 平川雄一朗          | 12.4%  |
| 第4話                                                                        | 7月31日       | 私達は契約結婚か!? 最愛の娘と夏の奇跡…夫が決めた愛の形!    | 中前勇児            | 12.2%  |
| 第5話                                                                        | 8月07日       | 絶体絶命! 夫が入院夫婦で戦う大修羅場!! 私、再就職します!?  | 平川雄一朗          | 13.1%  |
| 第6話                                                                        | 8月14日       | さらば愛しき人よ! 最期に届く奇跡とは!? 私、背中で魅せます  | 平川雄一朗          | 13.9%  |
| 第7話                                                                        | 8月21日       | 絶体絶命大ピンチ!! 娘の反抗と私の解雇!? 再就職先は倒産寸前 | 中前勇児            | 15.1%  |
| 第8話                                                                        | 9月04日       | 就職先の最終決戦!! 完全復活の味は親の味娘の意見承ります!?  | 平川雄一朗          | 15.5%  |
| 第9話                                                                        | 9月11日       | 大決断な愛の告白!! 私の愛の最終選択か!? 二人で歩んだ9年間  | 平川雄一朗 中前勇児 | 17.3%  |
| 最終話                                                                       | 9月18日       | 完結〜さらば義母!! 愛が起こす奇跡の果て私は娘を愛してます  | 平川雄一朗 中前勇児 | 19.2%  |
| 平均視聴率 14.2%（視聴率はビデオリサーチ調べ、関東地区・世帯・リアルタイム） |               |                                                            |                     |        |

- 8月28日は、『アジア大会2018ジャカルタ』（18時30分 - 翌0時30分）放送のため休止。
- 10月3日からParaviにてディレクターズカット版の配信も開始[37]。
- 関東ほか一部地域で2019年12月31日・2020年1月2日、2020年12月30・31日にそれぞれ「全編一挙放送SP!!」が放送される[注釈 10]。

#### スペシャル
| 各話                                             | 放送日       | ラテ欄 | 演出       | 視聴率 |
| ------------------------------------------------ | ------------ | --- | ---------- | ------ |
| 2020年謹賀新年スペシャル                         | 2020年1月2日 | 新ステージ突入編!! 私が義母から祖母へ!? 最愛の娘が突然、子供を…一体誰の子なの? 母性愛爆発で編み出す子育てビジネス炸裂!! 今年も娘を愛します                                                                                         | 平川雄一朗 | 16.0%  |
| 2022年謹賀新年スペシャル                         | 2022年1月2日 | 一生懸命すぎる義母・亜希子が再建した企業がハゲタカに乗っ取られる‼︎ 金を貪るハゲタカへのリベンジに燃える亜希子だが、 その男は亡くした夫・良一にそっくりで… そんな前作のラストから始まる物語!! リベンジか、恋か、それとも三角関係か!? | 平川雄一朗 | 13.8%  |
| 義母と娘のブルースFINAL 2024年謹賀新年スペシャル | 2024年1月2日 | 全ての母親に捧げる13年分の愛の総決算！ 義母が渡す最後の言葉…娘がもらう最後の愛…。 最大級の『アイシテル』が起こす愛と奇跡の結末… 『あのね、大好きだよ』                                                                             | 平川雄一朗 | 10.9%  |

### 関連商品
CD
TBS系 火曜ドラマ「義母と娘のブルース」オリジナル・サウンドトラック（2018年9月5日発売、Anchor Records、UZCL-2140）
DVD・Blu-ray
2019年2月6日発売、TCエンタテインメント、DVD-BOX TCED-4219 / Blu-ray-BOX TCBD-0774

### 評価
- 2021年7月に行われ、300人が投票に参加した「佐藤健の歴代出演ドラマ人気ランキング」では、『仮面ライダー電王』や『半分、青い。』らを凌ぎ1位を獲得した[45]。

### 受賞
- 第13回コンフィデンスアワード・ドラマ賞[46]
  - 作品賞
  - 助演男優賞（佐藤健）[注釈 11]
- 第98回ザテレビジョンドラマアカデミー賞[47]
  - 最優秀作品賞
  - 脚本賞（森下佳子）
- 第22回日刊スポーツ・ドラマグランプリ 主演女優賞 （綾瀬はるか）[48]
- 2019年日本民間放送連盟賞・テレビドラマ番組部門優秀賞[49]

| TBS系 火曜ドラマ                                           | TBS系 火曜ドラマ                               | TBS系 火曜ドラマ                        |
| 前番組                                                     | 番組名                                         | 次番組                                  |
| ---------------------------------------------------------- | ---------------------------------------------- | --------------------------------------- |
| 花のち晴れ〜花男 Next Season〜 （2018年4月17日 - 6月26日） | 義母と娘のブルース （2018年7月10日 - 9月18日） | 中学聖日記 （2018年10月9日 - 12月18日） |